# Eric Hicks
Eric Cory Hicks (ur. 27 listopada 1983 w Greensboro) – amerykański koszykarz grający na pozycji środkowego. 
W 2006 reprezentował Miami Heat podczas letniej ligi NBA.
W sezonie 2007/2008 gracz Polpaku Świecie. Z tą drużyną dotarł do półfinału rozgrywek. Przed sezonem 2010/2011 dołączył do Anwilu Włocławek. W lutym 2011 został zwolniony za nadużywanie alkoholu.

## Osiągnięcia
Stan na 22 lipca 2018, na podstawie, o ile nie zaznaczono inaczej.
NCAA
- Uczestnik:
  - II rundy turnieju NCAA (2004, 2005)
  - turnieju NCAA (2003–2005)
- Mistrz:
  - turnieju konferencji USA (2004)
  - sezonu regularnego konferencji USA (2004)
- Zaliczony do:
  - I składu Big East (2006)
  - III składu C-USA (2005)
- Lider konferencji Big East w liczbie[4]:
  - (113) i średniej bloków (3,3 – 2006)
  - celnych (179) i oddanych (374) rzutów za 2 punkty (2006)

Drużynowe
- Mistrz:
  - Belgii (2007)
  - Tunezji (2014)
- Zdobywca Pucharu Tunezji (2014)

Indywidualne
- Zaliczony do I składu PLK (2008)[5]
- Uczestnik meczu gwiazd PLK (2008)[6]
- Lider PLK w:
  - średniej bloków (2008)[7]
  - liczbie zbiórek (2008)

Reprezentacja
- Mistrz uniwersjady (2005)
- Uczestnik rozgrywek Pucharu Williama Jonesa (2013 – 4. miejsce)[8]

## Statystyki podczas występów w PLK
| Sezon     | Drużyna         | M  | S5 | MPG  | FG% | 3P% | FT% | RPG | APG | SPG | BPG | PPG  |
| --------- | --------------- | -- | -- | ---- | --- | --- | --- | --- | --- | --- | --- | ---- |
| 2007/2008 | Polpak Świecie  | 40 | 24 | 27,2 | 59% | 18% | 46% | 7,5 | 0,8 | 0,8 | 2,0 | 13,6 |
| 2010/2011 | Anwil Włocławek | 15 | 0  | 17,6 | 54% | 0%  | 63% | 5,3 | 0,5 | 0,5 | 1,3 | 10,3 |